# Eugène Weidmann
Eugène Weidmann, właściwie Eugen (ur. 5 lutego 1908 we Frankfurcie nad Menem, zm. 17 czerwca 1939 w Wersalu) – francuski seryjny morderca niemieckiego pochodzenia, który w 1937 roku zamordował 6 osób. Był ostatnią osobą straconą publicznie w tym kraju.
W czasie I wojny światowej po raz pierwszy trafił do więzienia. Został aresztowany wraz ze swoją bandą we Francji i ścięty na gilotynie 17 czerwca 1939 roku w Wersalu.
Jego egzekucja wywołała skandal, zwłaszcza że odbyła się nie, jak planowano, o świcie, ale przy pełnym świetle dziennym, dzięki czemu reporterzy mogli zrobić z dachu pobliskiego budynku serię udanych zdjęć. Prezydent Albert Lebrun zakazał dalszych publicznych egzekucji.
Egzekucje z użyciem gilotyny były kontynuowane niepublicznie do 10 września 1977.

## Ofiary
| Lp. | Ofiara          | Data morderstwa      | Miejsce morderstwa |
| --- | --------------- | -------------------- | ------------------ |
| 1.  | Jean de Koven   | 23 lipca 1937        | Paryż              |
| 2.  | Joseph Couffy   | 1 września 1937      | Tours              |
| 3.  | Janine Keller   | 3 września 1937      | Fontainebleau      |
| 4.  | Roger LeBlond   | 16 października 1937 | Paryż              |
| 5.  | Fritz Frommer   | 22 listopada 1937    | Paryż              |
| 6.  | Raymond Lesobre | 27 listopada 1937    | Saint-Cloud        |